# 九峰公园
九峰公园是浙江省台州市黄岩区的一座公园，现占地112万平方米，是国家AA级景点。

## 历史
九峰公园的前身为宋代的瑞隆感应院和清代的九峰书院，正式建园的时间在1959年，是浙江省开园最早的县级公园。

## 景点
九峰公园的主要景点有：瑞隆感应塔、方山双塔、九峰烈士墓、丫髻岩、铁米筛井、陈叔亮书画馆、马尾飞瀑、报春园、桃花潭、龙珠湖、三叠瀑、魁字岩摩崖石刻、珍珠泉、瓢羹池等。
- 瑞隆感应塔
- 方山双塔
- 九峰烈士墓
- 丫髻岩远景
- 铁米筛井
- 陈叔亮书画馆
- 马尾飞瀑
- 报春园
- 桃花潭
- 龙珠湖
- 三叠瀑
- 魁字岩摩崖石刻
- 珍珠泉
- 瓢羹池

## 门票及交通
门票：无，报春园5元/人，游乐设施单独收费
公交车：201直达、902在电大路下车换乘201
公共自行车站点：有
小型车停车费： 5元/30分钟-4小时(含)，7元/4小时-8小时(含) ，10元/8小时-12小时(含)

## 山泉水取水点
九峰公园的山泉水取水点是市民自发的取水点，主要有：
- 铁米筛井（北门不进门，右边沿小路到底）
- 龙口舌清泉（陈叔亮书画馆后面的登山道一直到底）
- 马尾水（九峰烈士墓南面）